# Dolní Borková
Dolní Borková (německy Mayerbach, Urbachl) je zaniklá osada obce Hůrka, dnes části Horní Plané v okrese Český Krumlov v Jihočeském kraji. Vesnice stávala v katastrálním území Horní Planá v místech zatopených vodní nádrží Lipno.

## Název
Název vesnice je odvozen z příjmení Mayer ve významu Mayerovský (Mayerův) potok. Lidové označení Urbach vzniklo na počátku 19. století jako odkaz na neporušenou původní přírodu ve významu původní, nedotčený potok.

## Historie

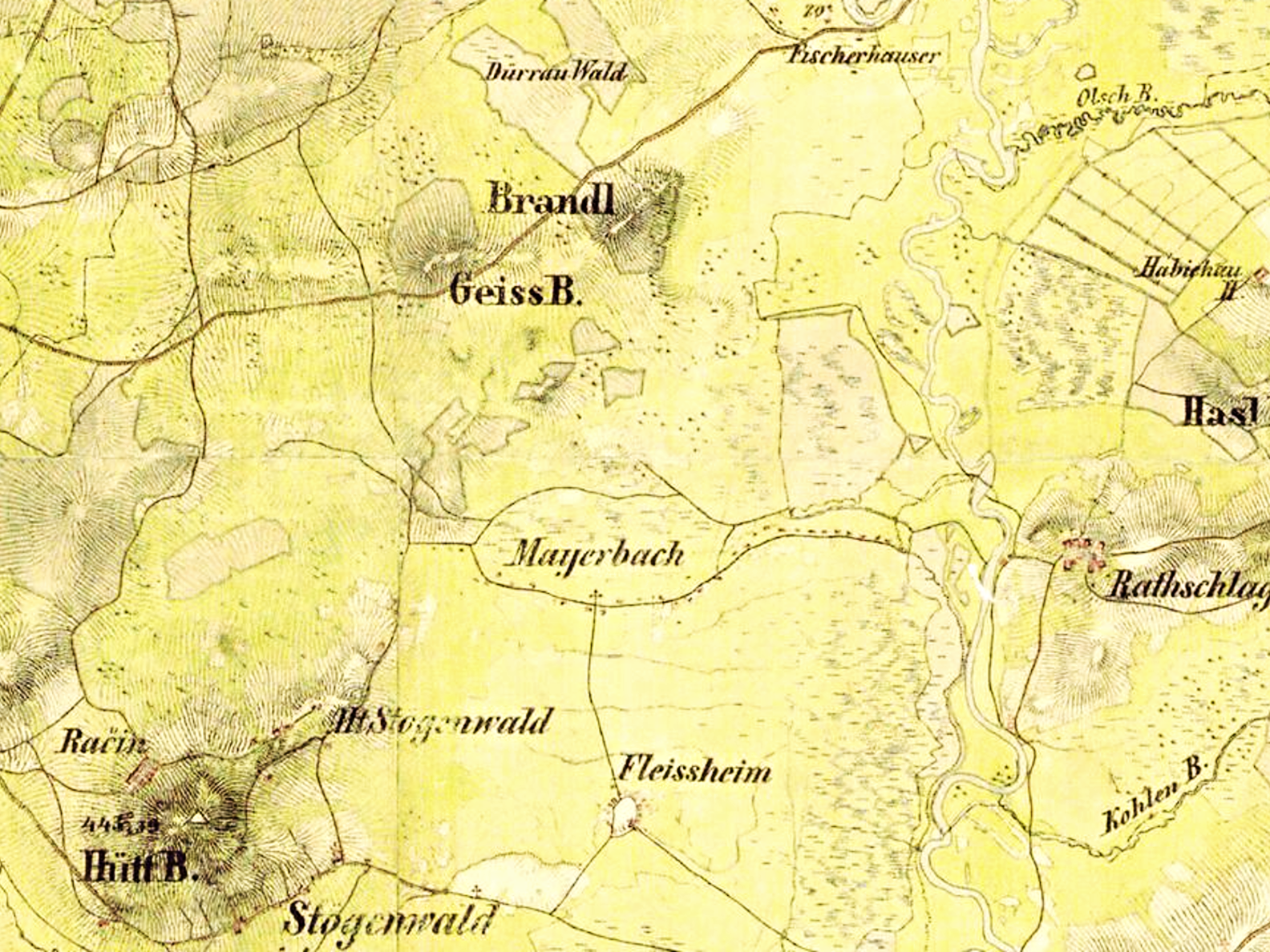
Dolní Borková (Mayerbach) na mapě z poloviny 19. století

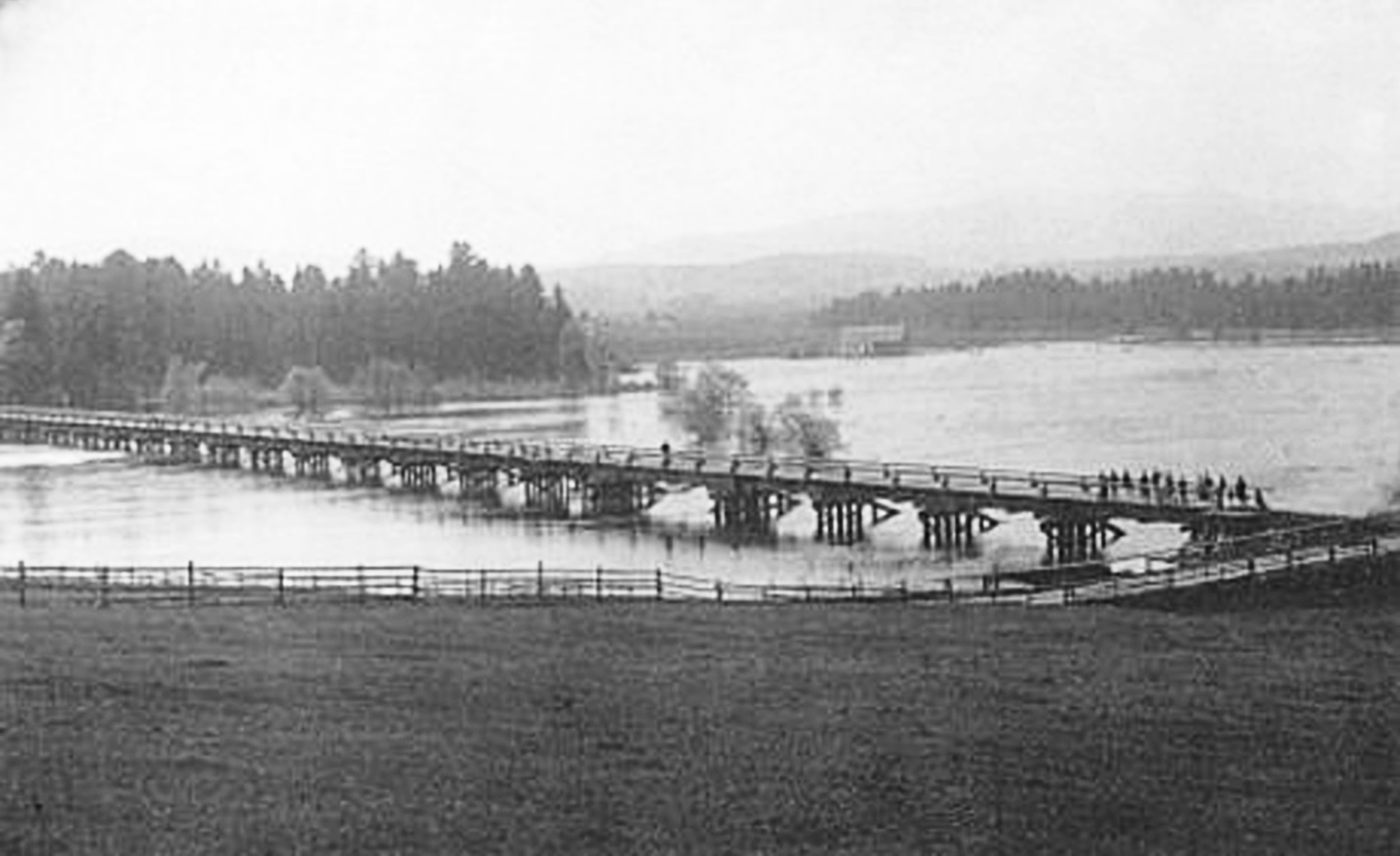
Most přes Vltavu u Dolní Borkové, který sloužil pro přepravu rašeliny

Podnět na založení osady vzešel v roce 1806 od Ernsta Mayera, ředitele knížecího panství v Krumlově. V září 1813 podalo prvních 13 osídlenců oficiální žádost k přidělení pozemků a v březnu 1814 jim bylo vyhověno. 
V říjnu 1819 podala žádosti i další skupinka, jimž bylo vyhověno v březnu 1820. Celkem zde tedy žilo 29 obyvatel, převážně lesních dělníků, původem z Bližné, Krottin, Brandeburku, Molnerstreitu, Heligenstadtu, Lštína, Kuinigredu, Multenberku a Grossczekau. Ze začátku lidé pracovali především v nedalekém grafitovém dole v Černé, který se ovšem v roce 1826 ocitl na pokraji krachu. Později se důl vzpamatoval, čemuž pomohla i modernizace a v roce 1870 mohl být rozšířen. V rámci modernizace došlo u Horní Borkové k zahájení těžby rašeliny, která od roku 1875 nahradila při vytápění parních kotlů dřevo. V devadesátých letech 19. století zde těžba dosahovala svého vrcholu – ročně se vytěžilo na 88 000 m³ rašeliny a pracovalo zde až 420 dělníků. 
V souvislosti s těžbou došlo v roce 1894 v Dolní Borkové k otevření továrny na výrobu stelivové rašeliny a spalovny odpadu, které využívaly méně kvalitní vytěženou rašelinu. Po druhé světové válce však i Dolní Brokovou zasáhl odsun německých obyvatel. Definitivní tečku za existencí osady udělala na konci padesátých let 20. století výstavba vodní nádrže Lipno, na jejímž dně dnes toto místo leží.

## Obyvatelstvo
|           | 1869 | 1880 | 1890 | 1900 | 1910 | 1921 | 1930 | 1950 | 1961 |
| --------- | ---- | ---- | ---- | ---- | ---- | ---- | ---- | ---- | ---- |
| Obyvatelé | 203  | 279  | 299  | 336  | 299  | 278  | 282  | 134  | .    |
| Domy      | 29   | 34   | 35   | 34   | 36   | 36   | 41   | 21   | .    |

## Obecní správa
Při sčítání lidu v letech 1869–1930 byla vesnice osadou obce Pestřice. Roku 1950 patřila k Hůrce a v dalších letech zanikla.